# Mark Mallory
Mark Mallory (n. Cincinnati, Ohio, Estados Unidos, 2 de abril de 1962) es un político y administrador estadounidense.
Es licenciado con un título de grado en Ciencias de la administración, por la Universidad de Cincinnati.
Desde joven siempre se ha interesado por la política, siendo miembro del Partido Demócrata de los Estados Unidos.
Inició su carrera profesional en 1994, tras haber sido elegido como miembro de la Cámara de Representantes del Estado de Ohio, donde también sucedió en el escaño a su padre William L. Mallory que tuvo una extensa carrera política en el estado.
Seguidamente en 1998, fue elegido senador del Senado de Ohio.
Durante su tiempo como senador, uno de los más destacados fue cuando consiguió que el parlamento ratificara Decimocuarta Enmienda a la Constitución de los Estados Unidos ('Enmienda XIV').
Posteriormente decidió entrar en la política municipal, tras pasar a ser el nuevo Alcalde de la ciudad de Cincinnati el día 1 de diciembre de 2005, hasta el 1 de diciembre de 2013.
Cabe destacar que durante su tiempo como alcalde, participó como infiltrado en diferentes departamentos de los trabajadores de servicios municipales del ayuntamiento en la versión americana del programa de televisión, El jefe infiltrado y en su gestión se le atribuyen numerosos logros en contribución al desarrollo de la ciudad.